# Funkštejn
Funkštejn (též Finkenštejn) je zaniklý hrad, který pravděpodobně stával v okolí Klášterce nad Ohří.

## Historie
O historii hradu je velmi málo zpráv. Založit ho pravděpodobně nechal Vilém ze Šumburka. Ten roku 1435 nechal u Klášterce nad Ohří postavit hrad Nový Šumburk, který ovšem ke konci života musel z ekonomických důvodů prodat. Proto se rozhodl vybudovat si nový hrad Funkštejn. Z roku 1465 pochází jediná písemná zmínka o hradu, v níž je zmiňován jako pustý. Hrad pravděpodobně nikdy nebyl dostavěn, protože Vilém zemřel už roku 1450. Roku 1466 prodali Vilémovi synové Bedřich a Jan ze Šumburka funkštejnský statek Bedřichovi ze Šumburka. Ten jej připojil k Perštejnu.

## Lokace
Přesná lokace hradu není známá. Dosud se podařilo zjistit, že stával v okolí Klášterce nad Ohří, čemuž nahrává fakt, že v 16. století je zde doložen les Finkenštejn. Na Müllerově mapě Čech z roku 1720 je pod názvem Finkelstein chybně označen hrad Perštejn. Na jihovýchod od Měděnce v dnes již neexistující vsi Venkov stával nad rybníkem blíže neznámý opevněný objekt. Ještě ve druhé polovině 19. století se o pozůstatcích zmiňuje F. Bernau. Je možné, že se jednalo o hrad Funkštejn, protože vesnice nikdy netvořila samostatný statek a nacházela se téměř uprostřed bývalého funkštejnského panství. Existuje ovšem také méně pravděpodobná hypotéza, že se jedná o dosud přesně nelokalizovanou tvrz Měděnec, která ale s největší pravděpodobností stávala přímo v Měděnci.